# Romanesca (musica)
La romanesca era una forma popolare di canzone strutturata con una ben precisa sequenza armonica minore, in tempo ternario, utilizzata come base per l'improvvisazione e il ballo. Ad essa era associata una danza popolare simile alla gagliarda, e a partire dal XVI secolo influenzò anche altri balli come la ciaccona e la passacaglia. 
Il noto brano popolare inglese Greensleeves è costruito sulla base di una romanesca.